# Campinorte
Campinorte är en kommun i Brasilien.   Den ligger i delstaten Goiás, i den centrala delen av landet, 230 km nordväst om huvudstaden Brasília. Antalet invånare är 11 115.
Omgivningarna runt Campinorte är huvudsakligen savann. Runt Campinorte är det mycket glesbefolkat, med 2 invånare per kvadratkilometer.